# سونغ يانغ
سونغ يانغ (بالإنجليزية: Song Yang) هي لاعبة كرة الريشة أسترالية، ولدت في 12 مايو 1965 في نانجينغ في الصين.

## وصلات خارجية
- سونغ يانغ على موقع BWF.tournamentsoftware.com (الإنجليزية)
- سونغ يانغ على موقع BWFbadminton.com (الإنجليزية)
- سونغ يانغ على موقع اللجنة الأولمبية الدولية (الإنجليزية)
- سونغ يانغ على موقع أوليمبيديا (الإنجليزية)
- سونغ يانغ على موقع اللجنة الأولمبية الأسترالية (الإنجليزية)
- سونغ يانغ على موقع اتحاد ألعاب الكومنولث (مؤرشف) (الإنجليزية)